# (5223) McSween
(5223) McSween (1981 EX6) – planetoida z pasa głównego asteroid okrążająca Słońce w ciągu 5 lat i 269 dni w średniej odległości 3,2 j.a. Została odkryta 6 marca 1981 roku.